# Дабужский, Вадим Анатольевич
Вадим Анатольевич Дабужский (род. 30 июня 1940 года, Москва) — артист эстрады, певец-куплетист, пародист, писатель

-сатирик

, актёр, поэт-песенник, юморист

.

## Образование и карьера
В 1961 году окончил музыкальную школу, музыкальное училище в Грозном, позже несколько курсов театроведческого факультета ГИТИСа. 

Руководил оркестром (квинтетом), аккомпанировавшим Марку Бернесу. 

Как автор куплетов работал с Юрием Филимоновым, Борисом Бруновым, Беном Бенциановым, Александром Шуровым и Николаем Рыкуниным, Владимиром Винокуром .

Сочинял и исполнял пародии на популярные песни, пародируя манеру исполнения разных артистов (такие номера сам Дабужский называл «музыкальными интервью») — Раймонда Паулса, Валерия Леонтьева , Валентины Толкуновой, Юрия Антонова, группы «Земляне» и других. 

Выступал со злободневными куплетами. Так, например, популярностью пользовались куплеты о передаче «Сегодня в мире» и её ведущих:

…Кто вчера твердил, что Запад

От России отстает

И стоит такой там запах,

Будто Запад весь гниет?

Журналист Сейфуль-Мулюков,

Цветов — с головой мужик,

Зорин со своей наукой

И, конечно, Боровик.

Кто сегодня утверждает,

Что, мол, Запад не гниет,

Что, мол, Запад процветает,

Ну, а мы — наоборот?

Тот же все Сейфуль-Мулюков,

Цветов — с головой мужик,

Зорин со своей наукой

И, конечно, Боровик.
— Я любил "Сегодня в мире" 

## Телевидение
Выступал в телепрограммах «Вокруг смеха», «Политбюро» и других.

## СМИ
- Писал фельетоны для газет «Мир новостей», «Версия»[1] и других.